# Rio Hai
O rio Hai (chinês: 海河, pinyin: Hǎi Hé, lit. ‘rio mar’), antes chamado Bai He (chinês: 白河, pinyin: Bái Hé, lit. ‘rio branco’; Pei Ho, em fontes ocidentais), é um rio localizado na República Popular da China. A sua foz fica no mar de Bohai, no mar Amarelo. Corre através das províncias de Pequim e Tianjin, e a sua bacia estende-se por outras províncias do nordeste da China. Tem um comprimento de 1329 km e a sua bacia hidrográfica drena uma área de aproximadamente 319.000 km². Em Tianjin, o Hai liga-se ao rio Amarelo, ao rio Yangtsé e a outros através do Grande Canal da China. 
O rio Hai forma-se em Tianjin pela confluência de cinco rios ou cursos de água, o canal Meridional, o rio Ziya (de 706 km e bacia de 62.600 km²), o rio Daqing (de 338 km e bacia de 39.600 km²), o rio Yongding (de 747 km e bacia de 47.000 km²) e o canal Setentrional. Os canais Meridional e Setentrional são partes do Grande Canal da China. O canal Meridional une-se ao rio Wei em Linqing; o canal Setentrional une-se ao rio Bai (ou rio Chaobai) em Tongzhou. O canal Setentrional (que comparte canal com o Bai) é também a única via fluvial desde o mar até Pequim. Portanto, os primeiros ocidentais também, chamaram o rio Hai como rio Bai (Bai He).